# Gary D. Roach
Gary D. Roach (* 5. Februar 1964 in Los Angeles) ist ein US-amerikanischer Filmeditor.
Roach arbeitet oft in Kooperation mit Joel Cox. Bekannt wurden beide vor allem durch ihre Arbeiten für Clint Eastwood.

## Leben
Roach arbeitete ab Mitte der 1990er Jahre als Schnittassistent. 1997 unterstützte er Joel Cox beim Schnitt von Clint Eastwoods Politthriller Absolute Power zum ersten Mal. In den folgenden Jahren arbeiteten beide wiederholt an Eastwoods Projekten zusammen. Seit Letters from Iwo Jima aus dem Jahr 2006 wurde Roach neben Cox als gleichberechtigter zweiter Editor in Eastwoods Projekten ausgewiesen, die letzte Zusammenarbeit dieser Art fand 2014 bei American Sniper statt.
Bei den British Academy Film Awards 2009 waren beide in der Kategorie Bester Schnitt für ihre Arbeit an Eastwoods Der fremde Sohn nominiert. 2013 folgte eine gemeinsame Nominierung für den Satellite Award. 2015 waren die beiden für den Oscar nominiert.
Von 2018 bis 2021 schnitt Roach 24 Episoden der Neowesternserie Yellowstone.

## Filmografie (Auswahl)
Als Schnittassistent
- 1997: Absolute Power
- 1997: Mitternacht im Garten von Gut und Böse (Midnight in the Garden of Good and Evil)
- 1999: Ein wahres Verbrechen (True Crime)
- 2000: Space Cowboys
- 2002: Blood Work
- 2003: Mystic River
- 2003: Piano Blues
- 2004: Catwoman
- 2004: Million Dollar Baby
- 2006: Flags of Our Fathers

Als Filmeditor
- 2006: Letters from Iwo Jima
- 2007: Aufbruch in ein neues Leben (Rails & Ties)
- 2008: Der fremde Sohn (Changeling)
- 2008: Gran Torino
- 2009: Invictus – Unbezwungen (Invictus)
- 2010: Hereafter – Das Leben danach (Hereafter)
- 2011: J. Edgar
- 2012: Back in the Game (Trouble with the Curve)
- 2012: Divorce Invitation
- 2013: Prisoners
- 2014: Jersey Boys
- 2014: American Sniper
- 2016: Stürmische Ernte – In Dubious Battle (In Dubious Battle)
- 2016–2017: Shooter (Fernsehserie, 3 Episoden)
- 2017: Wind River
- 2017: Battlecreek
- 2017: Monsters of God (Fernsehfilm)
- 2018–2021: Yellowstone (Fernsehserie, 24 Episoden)
- 2024: Arthur der Große (Arthur the King)